# Recoil
Recoil – solowy projekt Alana Wildera, byłego członka grupy Depeche Mode, utworzony około 1986 w Wielkiej Brytanii.

## Dyskografia

### Albumy
- 1986 1+2
- 1988 Hydrology
- 1992 Bloodline
- 1997 Unsound Methods
- 2000 Liquid
- 2007 subHuman
- 2010 Selected

### Single
- 1992 Faith Healer
- 1997 Drifting
- 1998 Stalker / Missing Piece
- 2000 Strange Hours
- 2000 Jezebel
- 2007 Prey